# NGC 3179
NGC 3179 је лентикуларна галаксија у сазвежђу Велики медвед која се налази на NGC листи објеката дубоког неба.
Деклинација објекта је + 41° 6' 53" а ректасцензија 10h 17m 57,2s. Привидна величина (магнитуда) објекта NGC 3179 износи 13,1 а фотографска магнитуда 14,1. NGC 3179 је још познат и под ознакама UGC 5555, MCG 7-21-36, CGCG 211-37, NPM1G +41.0230, PGC 30078.